# Hold-up (film, 2001)
Pour les articles homonymes, voir Hold-up (homonymie).
Pour plus de détails, voir Fiche technique et Distribution.
Hold-up (El palo) est une comédie espagnole réalisée par Eva Lesmes et sortie le 4 mai 2001 en Espagne. En France, le film a été uniquement diffusé à la télévision.

## Synopsis
Lola est une mère célibataire qui travaille comme femme de ménage dans une banque. Elle convainc Silvia, enceinte de son amant et  Maite, fraîchement veuve de braquer son lieu de travail.

## Distribution
- Adriana Ozores (V.F. : Maïté Monceau) : Lola
- Malena Alterio (V.F. : Brigitte Lecordier) : Violeta « Pecholata »
- Maribel Verdú (V.F. : Brigitte Aubry) : Silvia
- Carmen Maura (V.F. : Michelle Bardollet) : Maite
- Juan Gea (V.F. : Patrick Floersheim) : le directeur de la banque

Sources V.F. sur Objectif Cinéma